# 이장우 (가수)
이장우(1973년 3월 7일 ~ )는 대한민국의 가수이다.

## 연혁 및 소개
- 고등학생 시절 그룹 015B의 1기 객원가수 윤종신 이후 2기 객원가수로 활동을 시작하여 1991년 2집 앨범 수록곡인 '떠나간 후에'로 데뷔하였고,

1992년 현역으로 군대에 들어가게 되었다. 그뒤에도 2집부터 6집까지 015B의 공식적인 해체전까지 객원가수로 활발하게 활동하며 015B의 발라드 가수로 자리를 잡았다.
- 1995년 군대에서 제대한 후 솔로앨범(First)을 발매하였다.
- 솔로 앨범 1집 타이틀곡 '훈련소로 가는 길' (작곡 유정연 작사 정석원)이 큰 사랑을 받았다.
- 호소력 짙은 목소리가 매력적인 가수.
- 2집 수록곡인 '널 만난 이후'는 1년 뒤인 1997년 S.E.S.의 "Oh My Love"로 리메이크 되어 큰 인기를 얻었다.
- 원래 2집 수록곡 '슬픈 이야기'는 토이 2집에 첫 수록이 되었다.
- 소속사와의 문제로 인해 1997년 3집 앨범

'슈퍼마켓 러브송'을 마지막으로 개인 정규 앨범과 솔로 활동을 안했다.
- 2004년 탤런트 손지창과 프로젝트 그룹

피닉스를 결성하였다.
- 2014년 브라질 월드컵 '붉은 악마'공식 타이틀곡인 'I Love Korea'20년 지기 친구들로 이장우,김형중,조성민으로 구성된 더프렌즈 결성.
- 2106년 작곡가 양정승과 '제이보이스'로'하루를 일년처럼 살아'발표.
- 2017년 20년 만에 처음으로 디지털 싱글 '나쁜 놈이다'발표.
- 2018년 12월 그동안 모든 음원 사이트에 막혀있던 '2019 이장우 훈련소로 가는길'리메이크 발표.
- 2019년 4월 디지털 싱글'결혼해 줄래'발표

## 발표 앨범
- 공일오비 객원멤버 앨범

015B 2집 《Second Episode》 [떠나간 후에] (1991년 6월 발매)

015B 3집 《The Third Wave》 [다음 세상을 기약하며, 수필과 자동차, 5월 12일, 적 녹색인생] (1992년 8월 발매)

015B 4집 《The Fourth Movement》 [어디선가 나의 노랠 듣고 있을 너에게] (1993년 8월 발매)

삶, 사람, 사랑 1집 《Life, Human, Love》 [나에게 하루가 남았다면] (1993년 8월 발매)

015B 5집 《Big 5》[너에게 보내는 마지막 편지,그녀의 딸은 세살이에요] (1994년
11월 발매)

이장우 1집 《First 이제, 그녀는 이 도시 어디에도 살지 않는다》 [훈련소로 가는 길, 슬픔 없는 이별] (1995년 5월 발매)

015B 6집 《The Sixth Sense》[나 고마워요] (1996년 5월 발매)

이장우 2집 《長友》 [소녀,널 만난 이후] (1996년 8월 발매)

이장우 3집 《슈퍼마켓 러브송》 - 장호일 프로듀싱 [영원한 약속, 있을 때 잘해] (1997년 8월 발매)

피닉스 1집 Phoenix Project Album [Adieu, 습관처럼, My Love for You] (2004년 5월 발매)
더프렌즈 1집 이장우, 김형중, 조성민 결성
'2014 브라질 월드컵' "붉은 악마 공식 타이틀 "I Love Korea' 발표
'2016년 작곡가 양정승과 '제이보이스' 결성
'하루를 일년처럼 살아' 발표
2017년 디지털 싱글 '나쁜 놈이다'발표
2018년 디지털 싱글
2019 이장우 훈련소로 가는길 리메이크 발표
2019년 디지털 싱글 '결혼해 줄래'발표

## 방송
- 2016년 JTBC 투유 프로젝트 - 슈가맨
- 2017년 tvN 수상한 가수 '번개'로 출연
- 2018년 MBC 《복면가왕》 '나 완전 탄력 받았어 용수철씨' (참가자)